# Félix Faure
Félix Faure, född 30 januari 1841, död 16 februari 1899, var en fransk politiker; president från 1895 fram till sin död 1899.
Faure föddes i Paris, utbildade sig till handelsman och bodde två år i Storbritannien, innan han 1863 bosatte sig i Le Havre, där han blev garvare och med tiden innehavare av en betydande industriell verksamhet. Redan under kejsardömet intresserade han sig för politiken, och insattes 1881 av de moderata republikanerna i deputeradekammaren och var understatssekreterare för kolonierna i Léon Gambettas (1881-82), Jules Ferrys (1883-85) och Pierre Tirards (1888) regeringar, samt marinminister i Charles Dupuys regering (1894-95). Efter Jean Casimir-Perier blev Faure 17 januari 1895 med 430 röster mot 361, som tillföll den radikale Henri Brisson, till allmän överraskning vald till Frankrikes president. Som sådan utövade han ett ganska begränsat politiskt inflytande, nöjd med att ägna sig åt representationsuppdrag, vilka han som elegant, berest och intresserad av pompa och ståt var synnerligen lämpad. Sedan Patrice de Mac-Mahons dagar hade ingen sådan prakt utvecklats, varken i Elyséepalatset, vid de militära paraderna eller de många resor som Faure företog genom landet. Hans presidentskap, som avbröts genom hans plötsliga död, har sin historiska betydelse främst däri, att den fransk-ryska alliansen avslutades under perioden och i samband därmed under praktfulla former Faure i oktober 1896 mottog tsarparet i Frankrike samt 1897 återgäldade denna visit med ett besök i Ryssland.
Faure avled i Élyséepalatset den 16 februari 1899 av en stroke. Han var den enda franske president som har avlidit i det officiella residenset.[källa behövs]